# Гетерозис

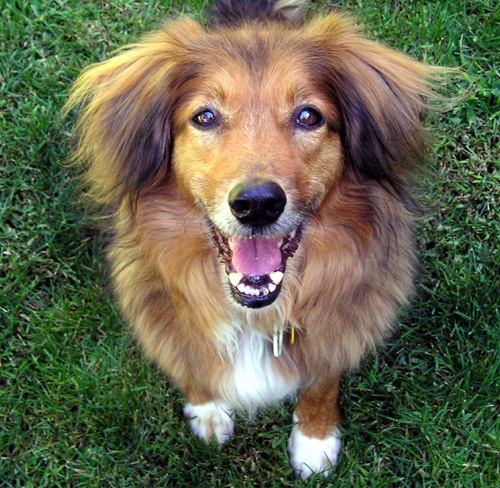
Собака змішаної породи

Гетерозис (гібридна сила) — явище, коли перше покоління гібридів, одержаних у результаті неспорідненого (різні види, сорти) схрещування, має підвищену життєздатність, продуктивність, ріст, стійкість проти шкідників, хвороб тощо. 
Термін «гетерозис» був запропонований в 1914 р. американським генетиком Г. Шеллом. Гетерозис у природі властивий всім організмам: рослинам, тваринам, мікроорганізмам. Він виник одночасно з утворенням диплоїдності та статевого процесу і безпосередньо зумовлений виникненням і вдосконаленням у процесі еволюції перехресного запилення. Ефект гетерозисної потужності буває сильним тільки в першому гібридному поколінні, а в подальших поколіннях поступово знижується.
Основна причина гетерозису полягає в усуненні в гібридах шкідливого прояву рецесивних генів, що накопичилися. Інша причина — об'єднання в гібридах домінантних генів батьківських особин і взаємне посилення їхніх ефектів.

## Генетичні основи гетерозису
Генетичними основами гетерозису можна вважати:
- Домінування;
- Наддомінування;
- Епістаз.

Згідно теорії домінування, яку запропонували Давенпорт, Брюс, Кібл і Пелю запропонували гіпотезу, що гетерозис спричинений перевагою домінантних алелей, тоді як рецесивні алелі є шкідливими.
Взаємодію алелів з двома або більше різними локусами назвали епістазом. Його також називають неалельною взаємодією.

## Використання гетерозису у сільському господарстві
На сьогоднішній день виділяють 3 форми гетерозису, які використовують у сільському господарстві, зокрема — для покращення порід свиней, а саме:
- Репродуктивний гетерозис, покращує відтворювальні показники;
- Соматичний гетерозис, покращує показники приросту м'яса;
- Адаптивний гетерозис, покращує пристосованість гібридів.

## Внесок українських вчених в обгрунтування і введення в практику селекції гетерозису
Значний внесок у теорію обгрунтування технології гетерозису у практичній селекції і насінництва гібридів зробили вчені інституту рослинництва імені В. Юр'єва(м.Харків), Інститут зернового господарства (м.Дніпро), національний центр насіннєзнавства та сортовивчення (м.Одеса) , зокрема В.Козубенко, Б.Соколов, О.Мусійко, П.Ключко.
Українським вченим належить пріоритет у створенні гібридного соняшнику (В.Бурлов) і озимого жита (І.Поляков, А.Здрілько), що стало передумовою гетерозису цих культур.